# Narciarstwo alpejskie na Zimowych Igrzyskach Paraolimpijskich 2018 – supergigant kobiet
Supergigant kobiet – jedna z konkurencji rozgrywana w ramach narciarstwa alpejskiego na Zimowych Igrzyskach Paraolimpijskich 2018. Zawody rozegrano 11 marca 2018 roku w trzech klasach.

## Osoby niedowidzące
W rywalizacji wystąpiło 11 zawodniczek z 8 państw.
| Miejsce | Nr | Zawodniczka        | Przewodnik        | Reprezentacja     | Klasa | Czas    | Strata |
| ------- | -- | ------------------ | ----------------- | ----------------- | ----- | ------- | ------ |
| 01 !    | 3  | Henrieta Farkašová | Natália Šubrtová  | Słowacja          | B3    | 1:30,17 | -      |
| 02 !    | 1  | Millie Knight      | Brett Wild        | Wielka Brytania   | B2    | 1:33,76 | +3,59  |
| 03 !    | 2  | Menna Fitzpatrick  | Jennifer Kehoe    | Wielka Brytania   | B2    | 1:34,54 | +4,37  |
| 4       | 6  | Eléonor Sana       | Chloé Sana        | Belgia            | B2    | 1:36,00 | +5,83  |
| 5       | 5  | Melissa Perrine    | Christian Geige   | Australia         | B2    | 1:36,96 | +6,79  |
| 6       | 7  | Danelle Umstead    | Rob Umstead       | Stany Zjednoczone | B2    | 1:38,91 | +8,74  |
| 7       | 4  | Noemi Ristau       | Lucien Gerkau     | Niemcy            | B2    | 1:39,09 | +8,92  |
| 8       | 11 | Kelly Gallagher    | Gary Smith        | Wielka Brytania   | B3    | 1:39,75 | +9,58  |
| 9       | 10 | Yang Jae-rim       | Ko Un-sori        | Korea Południowa  | B2    | 1:43,03 | +12,86 |
| 10      | 9  | Staci Mannella     | Sadie de Baun     | Stany Zjednoczone | B3    | 1:44,25 | +14,08 |
| 11      | 8  | Anna Pešková       | Michaela Hubačová | Czechy            | B2    | 1:47,76 | +17,59 |

## Osoby stojące
W rywalizacji wystąpiło 14 zawodniczek z 8 państw.
| Miejsce | Nr | Zawodniczka        | Reprezentacja                      | Klasa   | Czas    | Strata |
| ------- | -- | ------------------ | ---------------------------------- | ------- | ------- | ------ |
| 01 !    | 14 | Marie Bochet       | Francja                            | LW6/8-2 | 1:32,83 | -      |
| 02 !    | 20 | Andrea Rothfuss    | Niemcy                             | LW6/8-2 | 1:33,10 | +0,27  |
| 03 !    | 15 | Alana Ramsey       | Kanada                             | LW9-2   | 1:35,20 | +2,37  |
| 4       | 16 | Mollie Jepsen      | Kanada                             | LW6/8-2 | 1:36,22 | +3,39  |
| 5       | 13 | Marija Papułowa    | Neutralni sportowcy paraolimpijscy | LW6/8-2 | 1:37,11 | +4,28  |
| 6       | 12 | Anna Jochemsen     | Holandia                           | LW2     | 1:39,90 | +7,07  |
| 7       | 17 | Ally Kunkel        | Stany Zjednoczone                  | LW6/8-2 | 1:40,74 | +7,91  |
| 8       | 24 | Melanie Schwartz   | Stany Zjednoczone                  | LW2     | 1:42,77 | +9,94  |
| 9       | 18 | Erin Latimer       | Kanada                             | LW6/8-2 | 1:43,13 | +10,30 |
| 10      | 19 | Stephanie Jallen   | Stany Zjednoczone                  | LW9-1   | 1:44,30 | +11,47 |
| 11      | 23 | Mel Pemble         | Kanada                             | LW9-2   | 1:44,63 | +11,80 |
| –       | 21 | Petra Smaržová     | Słowacja                           | LW6/8-2 | DNF     | DNF    |
| –       | 22 | Ammi Hondo         | Japonia                            | LW6/8-2 | DNF     | DNF    |
| –       | 25 | Frédérique Turgeon | Kanada                             | LW2     | DNF     | DNF    |

## Osoby siedzące
W rywalizacji wystąpiło 8 zawodniczek z 7 państw.
| Miejsce | Nr | Zawodniczka         | Reprezentacja     | Klasa  | Czas    | Strata |
| ------- | -- | ------------------- | ----------------- | ------ | ------- | ------ |
| 01 !    | 32 | Anna Schaffelhuber  | Niemcy            | LW10-2 | 1:34,76 | -      |
| 02 !    | 27 | Claudia Lösch       | Austria           | LW11   | 1:35,71 | +0,95  |
| 03 !    | 26 | Momoka Muraoka      | Japonia           | LW10-2 | 1:36,10 | +1,34  |
| 4       | 31 | Anna-Lena Forster   | Niemcy            | LW12-1 | 1:36,26 | +1,50  |
| 5       | 28 | Laurie Stephens     | Stany Zjednoczone | LW12-1 | 1:36,98 | +2,22  |
| 6       | 30 | Stephani Victor     | Szwajcaria        | LW12-2 | 1:40,01 | +5,25  |
| 7       | 29 | Linda van Impelen   | Holandia          | LW11   | 1:42,83 | +8,07  |
| –       | 33 | Victoria Pendergast | Australia         | LW12-1 | DNF     | DNF    |